# سفر به شب
سفر به شب فیلم‌نامه‌ای فیلم‌نشده از بهرام بیضایی است که سالِ ۱۳۶۸ نوشته شده است.

## داستان
پس از عروسی در ده عروس و داماد با گروهی با اتوبوس راهیِ دهِ داماد می‌شوند . . .

## متن
این فیلم‌نامه را بیضایی به سالِ ۱۳۶۸ پس از بازگشت به ایران نوشت، ولی تا اسفندِ ۱۳۸۶ طرحش و تا اردیبهشتِ ۱۳۹۶ خودش منتشر نشد. طرحِ فیلم‌نامه در شمارهٔ ۶۸ مجلّهٔ صنعت سینما منتشر شد؛ چند روز پیش از نوروزِ ۱۳۸۷. سپس‌تر انتشاراتِ روشنگران و مطالعات زنان پس از چند سال کارِ آماده‌سازی و طرّاحیِ جلد و غیره توانست متن و طرحِ جلد را به تأییدِ نویسنده، که در آمریکا به سر می‌برد، برساند و کتاب را به سی‌اُمین دورهٔ نمایشگاهِ بین‌المللیِ کتابِ تهران در اردیبهشتِ ۱۳۹۶ برساند.

## فیلمِ ناساخته
دولت به بیضایی پروانه نداد تا این فیلم‌نامه را فیلم کند. او در این باره گفته که «در سفر به شب تمثیل‌هایی پیدا کرده بودند که پیدا کردنش واقعاً نبوغ می‌خواست؛ ساختگی بود اصلاً سنگ‌اندازی و غرض شخصی یکی از اعضای آن جلسه.»